# Pardines, Puy-de-Dôme

Pardines este o comună în departamentul Puy-de-Dôme, Franța. În 1 ianuarie 2022 avea o populație de 301 de locuitori.